# Дворје (Моравче)
Дворје (словен. Dvorje) је насељено место у општини Моравче, Средњесловенска регија, Словенија.

## Историја
До територијалне реорганизације у Словенији било је у саставу старе општине Домжале. Као самостално насеље, Дворје постоји од 1992. године. Настала је издвајањем дела из насеља Доле при Крашцах.

## Становништво
У попису становништва из 2011. године, Дворје је имало 50 становника.
| Број становника према пописима | Број становника према пописима |
| ------------------------------ | ------------------------------ |
| 2002                           | 2011                           |
| 38                             | 50                             |

Напомена: Године 1992 настала издвајањем дела из насеља Доле при Крашцах.